# シュタインホフ (企業)
シュタインホフ・インターナショナル（Steinhoff International Holdings N.V.）は、かつてヨーロッパ地域や南部アフリカ諸国を中心に、世界40か国以上で家具・雑貨などのディスカウントストアをグループ企業として率いた持株会社。本社は南アフリカ共和国・ステレンボッシュに置かれていた（登記上の本店はオランダ・アムステルダム）。
沿革
1964年、ブルーノ・シュタインホフ（Bruno Steinhoff）により、ドイツ・ニーダーザクセン州・ヴェスターシュテーデ（Westerstede）で創業、東ドイツ等当時の東側諸国で製造された家具を西欧諸国で販売する事業を行っていたが、1989年にベルリンの壁が崩壊し冷戦が終了すると、シュタインホフに大きな商機が訪れ、家具のディスカウント販売で大きく利益を伸ばした。1997年、南アフリカを拠点とするGommagommaの株式の3分の1を取得、翌1998年に同社と経営統合を行い、ステレンボッシュに持株会社のシュタインホフ・インターナショナル・ホールディングスを新たに設立、ヨーロッパ事業会社とアフリカ事業会社を傘下に置く形態へと変更した。同年以降上場してきたヨハネスブルク証券取引所に加えて、2015年12月にフランクフルト証券取引所に上場、シュタインホフは今後フランクフルトへの上場を第1（Primary listing）とする旨を発表した。現在、ヨーロッパ事業のマネジメント拠点は、オーストリア・ウィーン郊外のブルン・アム・ゲビルゲ（Brunn am Gebirge）にある。
2014年の時点で、シュタインホフの利益の約7割はヨーロッパ地域から、約4分の1がアフリカ地域からとなっている。このほか1999年にCornick groupを買収しオーストラリアに進出、2005年に家具販売チェーンのFreedom Groupを買収しオセアニア地域での事業を拡大している。中国やインドなどアジア地域にも製造拠点を有している。
2010年12月、フランスのピノー・プランタン・ルドゥート（現在のケリング）から、家具部門のコンフォラマの買収を発表（翌年1月に完了）、2016年8月、イギリスの1ポンドショップとして知られるパウンドランドを買収、また同月アメリカ合衆国の寝具メーカー、マットレス・ファーム・ホールディングの買収を発表した。
2017年12月、不正会計の可能性を認めたことを契機にシュタインホフの株価が急落した。
2023年10月13日、正式に倒産、清算された。

## 主な保有ブランド
ヨーロッパ
- コンフォラマ（Conforama）
- POCO
- ABRA
- LIPO
- Emmezeta
- パウンドランド（Poundland）
- ハービーズ（Harveys Furniture）
- ベンソンズ・フォー・ベッズ（Bensons for Beds）
- Cargo

アフリカ
- JD furniture brands
- POCO
- Incredible Connection
- HiFi Corp
- Pennypinchers
- Timbercity
- Hardware Warehouse
- The tile house
- Unitrans Motors

オセアニア・アジア
- Freedom
- Snooze
- POCO

アメリカ合衆国
- マットレス・ファーム（Mattress Firm）